# Austin 12 hp
La 12 hp è un'autovettura prodotta dall'Austin dal 1921 al 1940 in 88.000 esemplari. Dagli anni trenta fu conosciuta come Heavy 12.

## Storia
La 12 hp è stata la seconda vettura prodotta dalla casa automobilistica fondata da Herbert Austin dopo la prima guerra mondiale, ed era a tutti gli effetti la versione ridotta della Twenty, che venne introdotta nel 1919. La sigla “hp” nel nome definiva la potenza fiscale del veicolo, e non la potenza erogata dal motore.
Inizialmente era disponibile solamente con carrozzeria torpedo due posti, ma dal 1922 vennero offerti altri due tipi di corpi vettura, cioè torpedo quattro posti e coupé.
L'auto ebbe successo particolarmente durante gli anni venti, con vendite annuali che nel 1927 raggiunsero un picco di 14.000 esemplari.
Nel 1926 la cilindrata del motore a quattro cilindri in linea venne aumentata da 1.661 cm³ a 1.861 cm³. A parte questo, la meccanica del modello cambiò poco durante gli anni. Ciò che però mutò con una certa costanza furono le versioni di carrozzeria che vennero lanciate sul mercato. Tra esse ci furono le berline, che toccarono il culmine della popolarità alla fine degli anni venti.
La 12 hp rimase nei cataloghi Austin fino al 1935, mentre l'allestimento come taxi rimase nei listini fino al 1939. Gli ultimi esemplari di 12 hp vennero prodotti nel 1940 per il War Office.
All'inizio degli anni trenta, la 12 hp diventò meglio conosciuta come Heavy 12 per differenziarla dalle altre autovetture Austin in catalogo (tipo la Light 12/4 e la 12/6) che possedevano 12 cavalli fiscali. In questi anni il modello venne aggiornato. Ad esempio, nel 1933 le ruote “da artiglieria” vennero sostituite da ruote a raggi. I primi tipi di ruote erano denominate così perché venivano costruite secondo una tecnica utilizzata per fabbricare le ruote di alcuni mezzi militari dell'epoca. Nel 1935 l'accensione a bobina sostituì quella a magnete. Nel 1934 diventarono sincronizzate le due marce più alte del cambio. La gamma di carrozzerie venne nettamente semplificata nel 1931 con l'uscita di produzione dell'ultima delle versioni convertibili con capote in tessuto, e non vi furono più versioni cabriolet fino al 1934.
Nel 1939 venne lanciata una nuova Austin con nome omologo, la 12, che rimase in produzione fino al 1947, quando venne commercializzata l'Austin A40 Dorset/Devon.

## L'Austin 12 hp nei media
La 12 hp è familiare ai bambini britannici perché un esemplare è protagonista di una serie di libri per ragazzi scritti da Val Biro, Gumdrop. Gumdrop, oltre ad essere la denominazione della collana, è anche il nome dell'auto protagonista delle storie, che è un'Austin 12 hp del 1926. Val Biro possiede un'Austin 12 hp anche nella realtà.
Le storie ruotano intorno all'auto e al suo padrone, inizialmente il giovane Bill McArran, ma per la maggior parte della serie il più anziano signor Oldcastle (in seguito affiancato da un cane, Horace). Le trame spesso comprendono la ricerca di pezzi di ricambio per Gumdrop.